# Fíbula de Braganza

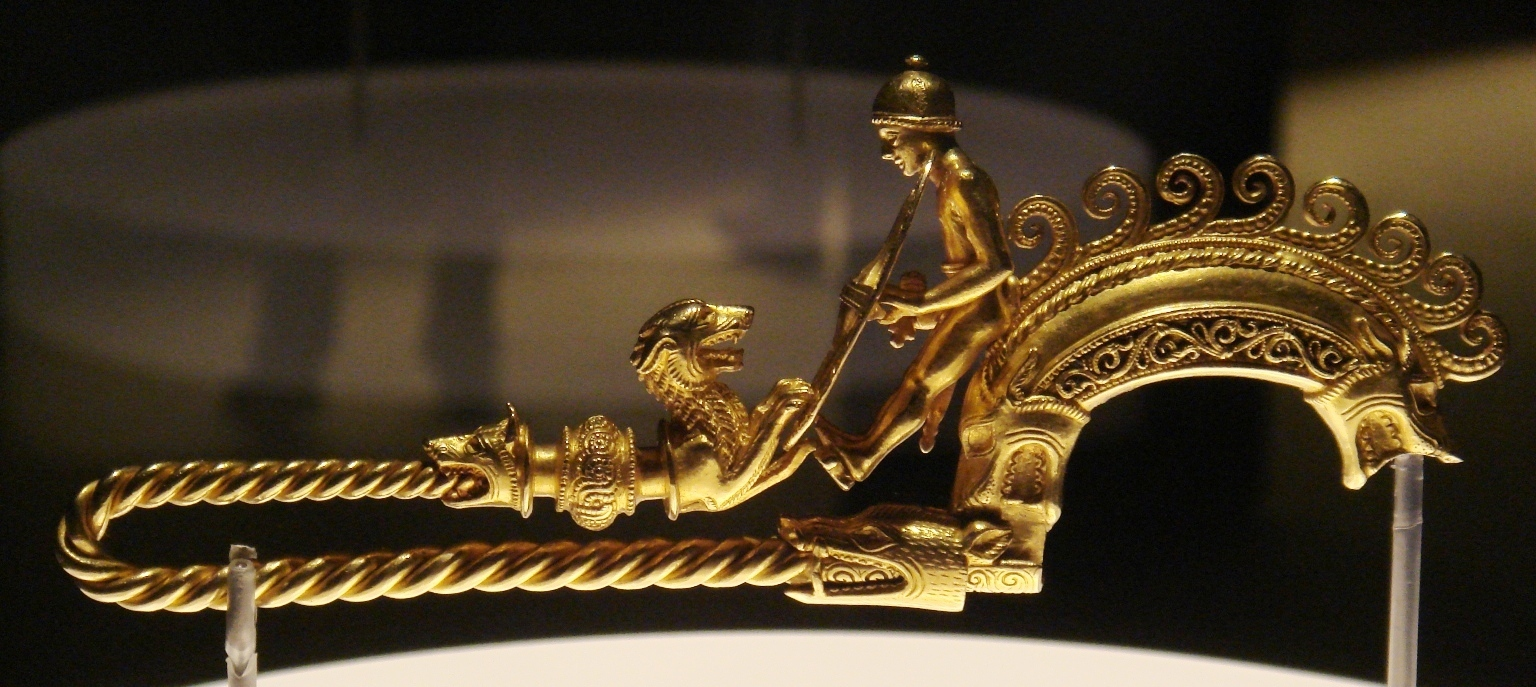
La Fíbula de Braganza, arte helenístico 250-200 a. C.

La fíbula de Braganza es un broche o imperdible de oro, del tipo "de largo travesaño" (perdido) utilizado para unir la vestimenta. No pudiéndose demostrar que sea obra de orfebres ibéricos, antes al contrario, la pieza parece, ser obra de un buen artista griego. Confeccionada, seguramente, por encargo de un príncipe celta, pues no hay en ella ninguna concesión a lo clásico, al arte griego y, por el contrario, en la fíbula, todo, menos el programa iconográfico, es intencionadamente celta, como se deduce de la disposición plástica y narrativa de los elementos conservados. 
Todo en la magnífica fíbula aparece representado pars pro toto, ex more céltico, el jabalí, las ondas del mar, el lomo del perro erizado de serpientes, el lazo infinito, etc. 
Proviniendo la pieza de Portugal, y siendo por sus características una fíbula de largo travesaño, esta debe ser en atención al principio de su procedencia y sobre todo por la temática representada, sin duda el tema de Hércules muy popular en el ámbito de Gallaecia y del suroeste, restringida al ámbito galaico o lusitano. 
El programa iconográfico seguramente representa los trabajos de Hércules (Pena Graña), ex more céltica, pars pro toto, como ya hemos dicho. No todo se conserva y parte del programa iconográfico original -posiblemente los trabajos representados en el largo travesaño-, se pudo haber perdido. El broche en base, entre otras cosas a la decoración lateniana de la vaina de la larga espada celta - no es ni puede ser la vaina de una falcata ibérica-, ha sido datado por los expertos en el siglo III a. C.

## Lugar del hallazgo
No teniéndose precisos datos del lugar, en Portugal, donde la fíbula se descubrió,  lo más prudente es abstenerse de lanzar ningún tipo de gratuitas hipótesis, obscura per obscuriora, y limitarse a pensar, por el hecho de que con casi total seguridad la pieza se encontró en Portugal, por las características de la fibula y por su temática, representando, seguramente, los trabajos de Hércules, que, en buena lógica no parece descabellado, pero sí, en principio, lo más prudente, encuadrarla en el ámbito celtoatlántico que le es propio y en lo Celta.

## Simbología
En la fíbula se escenifica la lucha de un joven héroe, seguramente Hércules, desnudo, armado como un príncipe celta, con casco tipo montefortino, como el del museo de la catedral de Tuy, scutato, es decir con el largo escudo celta, y con una espada larga celta típicamente lateniana, cuya perdida hoja, como fácilmente se deduce de los detalles de la vaina, idénticos a los de las fundas espadas del s. III y II aC del Museo Británico, en ningún caso podría corresponder a una falcata-,  luchando contra un monstruoso animal [el león original, sin duda por estar roto o deteriorado, fue, como se ha apuntado, sustituido, en una tan hermosa como desafortunada restauración realizada, sin duda, en la Belle Époque, por un cánido]; también se representa alusivo, seguramente, al X trabajo de Hércules, siempre pars pro toto, un perro, seguramente Ortro, el perro de Euritrión, con doble cabeza. 
El Can Cerbero, correspondiente al último de los trabajos, se representa con su erizado lomo de serpientes, y también pars pro toto, por motivos funcionales, con sendas cabezas en los extremos del arco de la fíbula. Las erizadas serpientes del lomo nos muestran claramente de quien se trata. 
No se representa en la fíbula ningún monstruo marino tan solo, de nuevo ex more celtico pars pro toto, las ondas del Océano, el Altántico, que Hércules cruzó en la copa de Helios, aluden al X trabajo;  La cabeza del jabalí —solapando las ondas del mar, por estar en la pieza restaurada mal situada con respecto a su estado original mucho más adelantado— sin duda representa el 4.º trabajo: la captura del famoso jabalí de Erimanto, siendo desde el punto de vista estilístico, como cualquiera puede apreciar, no ibérica, más irreprochablemente celta. 

## Características
Está hecha de oro y esmaltes, su autor, seguramente griego, se podría encuadrar en la corriente helénica, pero no existe en la pieza ninguna concesión a lo clásico todo es en ella celta. En ningún caso la espada, como se deduce sin ningún género de dudas por la vaina idéntica en su decoración a las conservadas en el Museo Británico correspondientes a largas espadas celtas, podría ser una falcata, la pieza ni es, ni puede ser ibérica. En principio la fíbula se puede encuadrar en una temática atlántica y se explica por la fama que en el siglo III a. C. tenía el Camino Heracleo, citado por Aristóteles, un camino de peregrinación que hacia Occidente, al Finisterre atlántico de Europa, emprendían los griegos conmemorando el décimo trabajo de Hércules. La presencia de estos griegos y del Camino Heraclero ayudan a comprender la existencia en el área celtoatlántica de la península ibérica de una obra tan extraordinaria.

## Ubicación actual

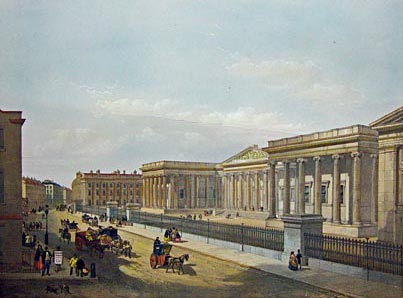
El Museo Británico en 1852.

La fíbula pertenece al Museo Británico

## Curiosidades
El valor de la pieza se tasó en un millón y medio de euros, año 2007.